# Lejkówko
Lejkówko [lɛi̯ˈkufkɔ] là một khu định cư ở khu hành chính của Gmina Malechowo, thuộc hạt Sławno, West Pomeranian Voivodeship, ở phía tây bắc Ba Lan. Nó nằm khoảng 7 kilômét (4 mi) phía đông nam Malechowo, 14 km (9 mi) phía tây nam Sławno và 161 km (100 mi) về phía đông bắc của thủ đô khu vực Szczecin.
Trước năm 1945, khu vực này là một phần của Đức. Đối với lịch sử của khu vực, xem Lịch sử của Pomerania.